# Красногорск-1 (станция метро)
«Красного́рск-1» — проектируемая станция Московского метрополитена на Рублёво-Архангельской линии. Расположится в городе Красногорск Московской области, на территории СНТ «Красногорский Садовод-1». Предполагаемое открытие станции будет в сентябре 2031 года. Станция будет иметь пересадку на платформу «Красногорская» Курско-Рижского диаметра.

## История
Трассировка участка «Липовая роща» — «Изумрудные холмы» с промежуточными станциями «Рублёво-Архангельское», «Ильинская», «Красногорская» и землеотводы были произведены в 2020 году и 7 июля 2022 утверждены Постановлением Правительства Московской области № 722/23 от 07.07.2022 «О внесении изменений в Схему территориального планирования транспортного обслуживания Московской области» с внесением изменений в генплан г. Красногорска и публикацией на Геопортале Московской области.
Вскоре, 3 апреля 2024, станция была снова указана, но под другим названием, «Красногорск-1», впервые эта станция (вместе с «Изумрудными холмами», которая была подписана как «Красногорск-2») появились на схеме Комплекса градостроительной политики и строительства Москвы.
Станция была вновь упомянута 26 ноября 2024 года, но уже на официальном Telegram-канале Сергея Собянина и подписана как станция «Красногорская».